# Kei Cozzolino

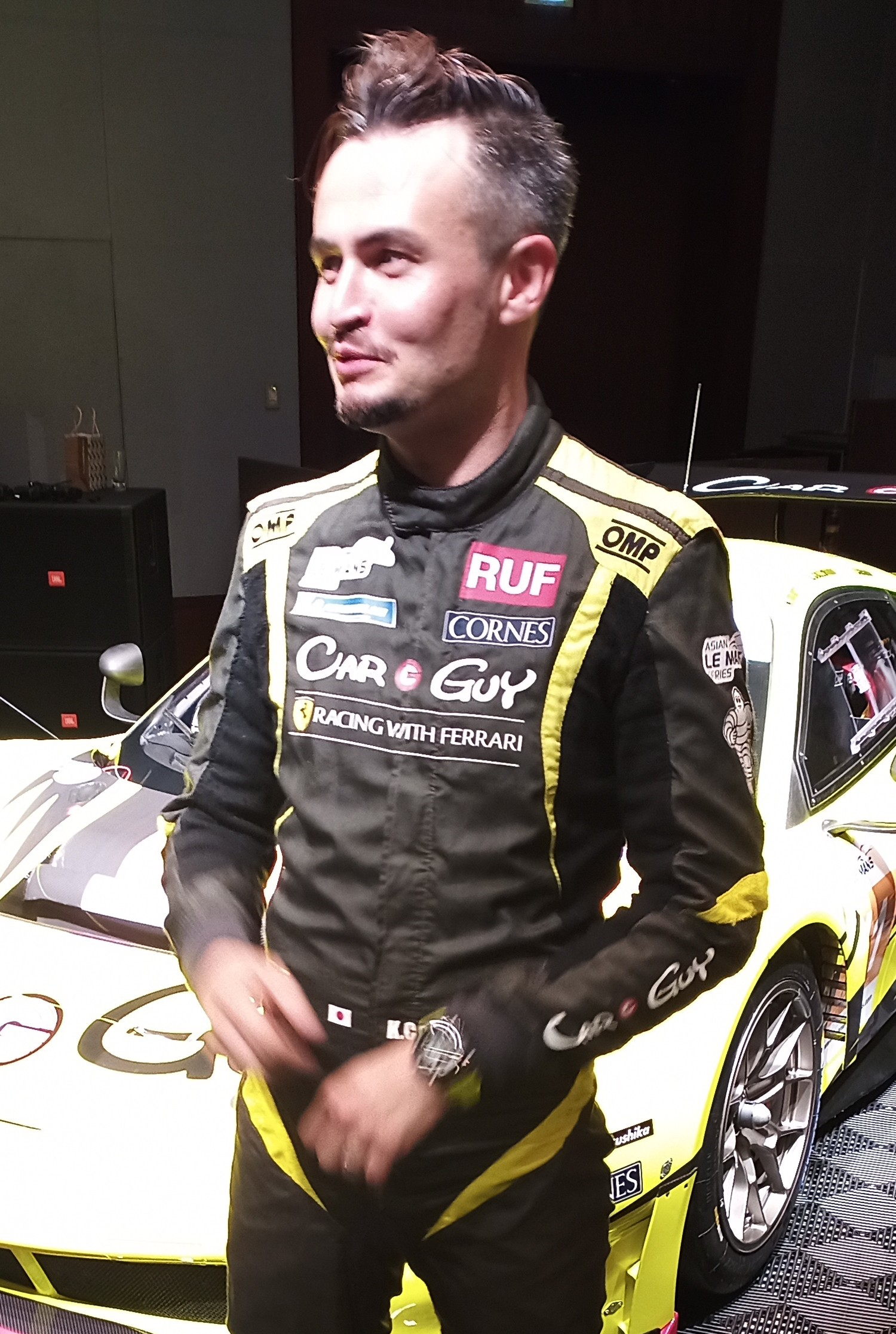
Kei Cozzolino

Kei Cozzolino (Ichigaya, Tokio, Japan, 9 november 1987) is een Italiaans autocoureur.

## Carrière
Cozzolino werd geboren in Japan, waar hij ook opgroeide. In 1999 maakte hij zijn debuut in het karting in Japan, waar hij tot 2006 actief bleef. In 2007 stapte hij over naar het formuleracing, waar hij ging rijden in de Japanse Formule Challenge. Hij eindigde hier als negende in het kampioenschap.
In 2008 maakte Cozzolino zijn debuut in de Formule 3 in de All-Japan F3. Met vier podiumplaatsen werd hij hier zesde in het kampioenschap. Ook nam hij deel aan de Grand Prix van Macau voor Now Motorsports, waarin hij als vijftiende eindigde. In 2009 bleef hij in de All-Japan F3 rijden. Hij behaalde hier zijn eerste overwinning en met vijf andere podiumplaatsen eindigde hij als vierde in het kampioenschap. In 2010 stapte hij over naar de Formule Nippon, waar hij voor het Team LeMans reed. Met een vierde plaats als beste resultaat eindigde hij als tiende in het kampioenschap. Bij de niet voor het kampioenschap meetellende Fuji Sprint Cup behaalde hij de pole position, maar eindigde hij als negende.
Na een pauze van twee jaar keerde Cozzolino aan het eind van 2012 terug in de autosport, waarbij hij zijn debuut maakte in de toerwagens. Voor het team ROAL Motorsport nam hij deel aan het laatste raceweekend van het World Touring Car Championship op het Circuito de Guia, waarbij hij zijn landgenoot Alberto Cerqui verving.